# قائمة البعثات الدبلوماسية في أنتيغوا وبربودا

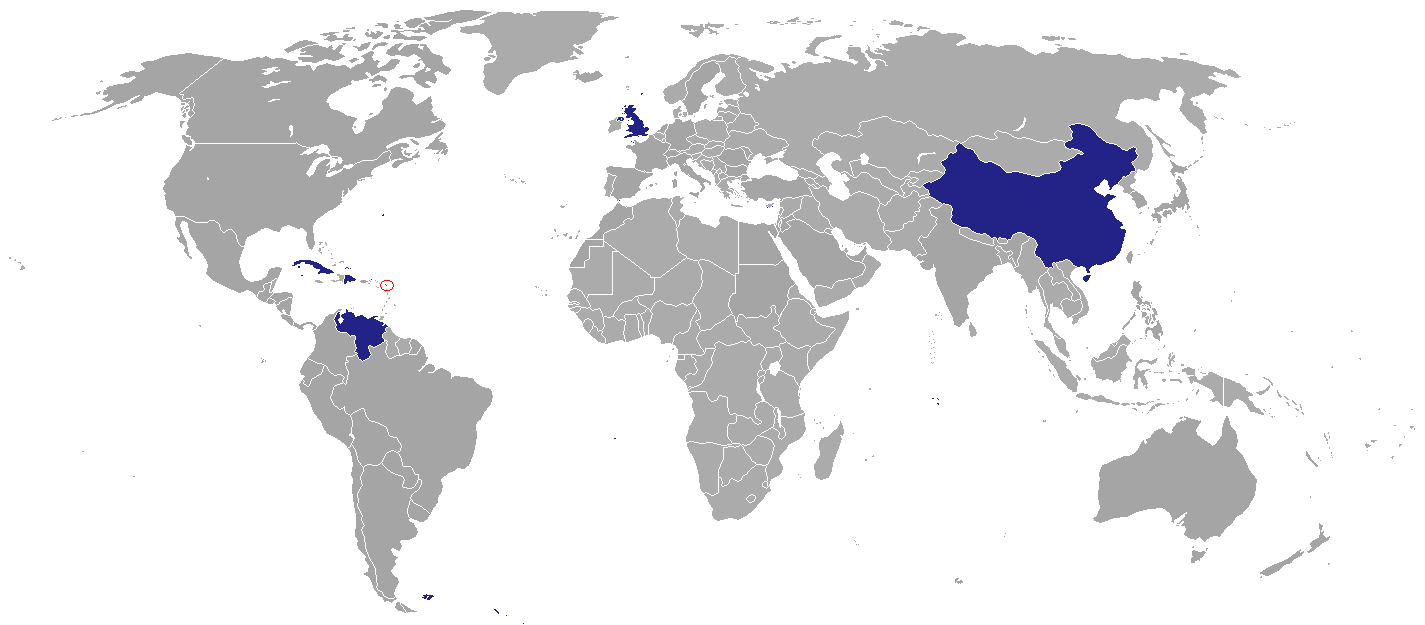
البعثات الدبلوماسية في أنتيغوا وبربودا

هذه قائمة البعثات الدبلوماسية في أنتيغوا وبربودا . تستضيف العاصمة سانت جون أربع سفارات أو مفوضيات عليا. العديد من الدول الأخرى لديها قناصل فخريون لتقديم خدمات الطوارئ لمواطنيها

## السفارات / المفوضية العليا
سانت جون
- الصين
- كوبا
- المملكة المتحدة
- فنزويلا

## الوكيل القنصلي
- الولايات المتحدة

## السفارات غير المقيمة
- أفغانستان (واشنطن العاصمة)
- الجزائر (هافانا)
- الأرجنتين (كينغستون)
- أستراليا (بورت أوف سبين)
- النمسا (بوغوتا)
- بنغلاديش (هافانا)
- البحرين (واشنطن العاصمة)
- البرازيل (بريدجتاون)
- بلجيكا (كينغستون)
- كوت ديفوار (هافانا)
- جمهورية إفريقيا الوسطى (واشنطن العاصمة)
- كندا (بريدجتاون)
- كولومبيا (كينجستون)
- الدنمارك (هافانا)
- دومينيكا (روسو)
- مصر (هافانا)
- فنلندا (كراكاس)
- فرنسا (كاستريس)
- غينيا (واشنطن العاصمة)
- ألمانيا (بورت أوف سبين)
- اليونان (كاراكاس)
- هايتي (سانتو دومينغو)
- هندوراس (هافانا)
- آيسلندا (مدينة نيويورك)
- إندونيسيا (بوغوتا)
- الهند (جورج تاون)
- إيران (هافانا)
- العراق (هافانا)
- أيرلندا (واشنطن العاصمة)
- إسرائيل (سانتو دومينغو)
- إيطاليا (سانتو دومينغو)
- اليابان (بورت أوف سبين)
- الأردن (واشنطن العاصمة)
- جامايكا (كينغستون)
- كينيا (هافانا)
- الكويت (مدينة نيويورك)
- كوسوفو (مدينة بنما)
- قرغيزستان (مدينة نيويورك)
- ليبيا (هافانا)
- لبنان (هافانا)
- مالي (هافانا)
- ماكاو (لشبونة)
- جزر المالديف (مدينة نيويورك)
- موريشيوس (واشنطن العاصمة)
- ماليزيا (كاراكاس)
- المكسيك (كاستريس)
- المغرب (هافانا)
- هولندا (بورت أوف سبين)
- النرويج (هافانا)
- نيوزيلندا (بريدج تاون)[1]
- كوريا الشمالية (هافانا)
- عُمان (واشنطن العاصمة)
- باكستان (هافانا)
- البرتغال (هافانا)
- بالاو (واشنطن العاصمة)
- فلسطين (هافانا)
- الفلبين (واشنطن العاصمة)
- بولندا (بوغوتا)
- قطر (سانتو دومينغو)[2]
- روسيا (كينغستون)
- جنوب إفريقيا (كينغستون)
- سيراليون (واشنطن العاصمة)
- السعودية (هافانا)
- سيشل (مدينة نيويورك)
- كوريا الجنوبية (سانتو دومينغو)
- السويد (ستوكهولم)
- سويسرا (سانتو دومينغو)[3]
- السودان (مدينة نيويورك)
- سوريا (هافانا)
- السنغال (مدينة نيويورك)
- الصومال (مدينة نيويورك)
- جنوب السودان (مدينة نيويورك)
- تايلاند (أوتاوا)
- تركمانستان (واشنطن العاصمة)
- تايوان (باستير)
- توغو (مدينة نيويورك)
- تركيا (سانتو دومينغو)
- توفالو (مدينة نيويورك)
- تونس (واشنطن العاصمة)
- طاجيكستان (واشنطن العاصمة)
- الولايات المتحدة (بريدجتاون)
- الإمارات العربية المتحدة (هافانا)
- أوغندا (مدينة نيويورك)
- أوزبكستان (واشنطن العاصمة)
- فانواتو (مدينة نيويورك)
- فيتنام (هافانا)
- اليمن (هافانا)
- زيمبابوي (واشنطن العاصمة)
- زامبيا (مدينة نيويورك)

## القنصليات الفخرية في أنتيغوا وبربودا
- سويسرا (سانت جون)

## روابط خارجية
- قائمة أنتيغوا الدبلوماسية